# Jean Autric
Pour le sous-marin, voir Jean-Autric.
Jean Autric né le 29 décembre 1871 à Toulon et mort aux environs de Gelibolu, durant la bataille des Dardanelles le 18 mars 1915, est un capitaine de frégate. Il commandait en second le Bouvet.

## Le capitaine de frégate Jean Autric

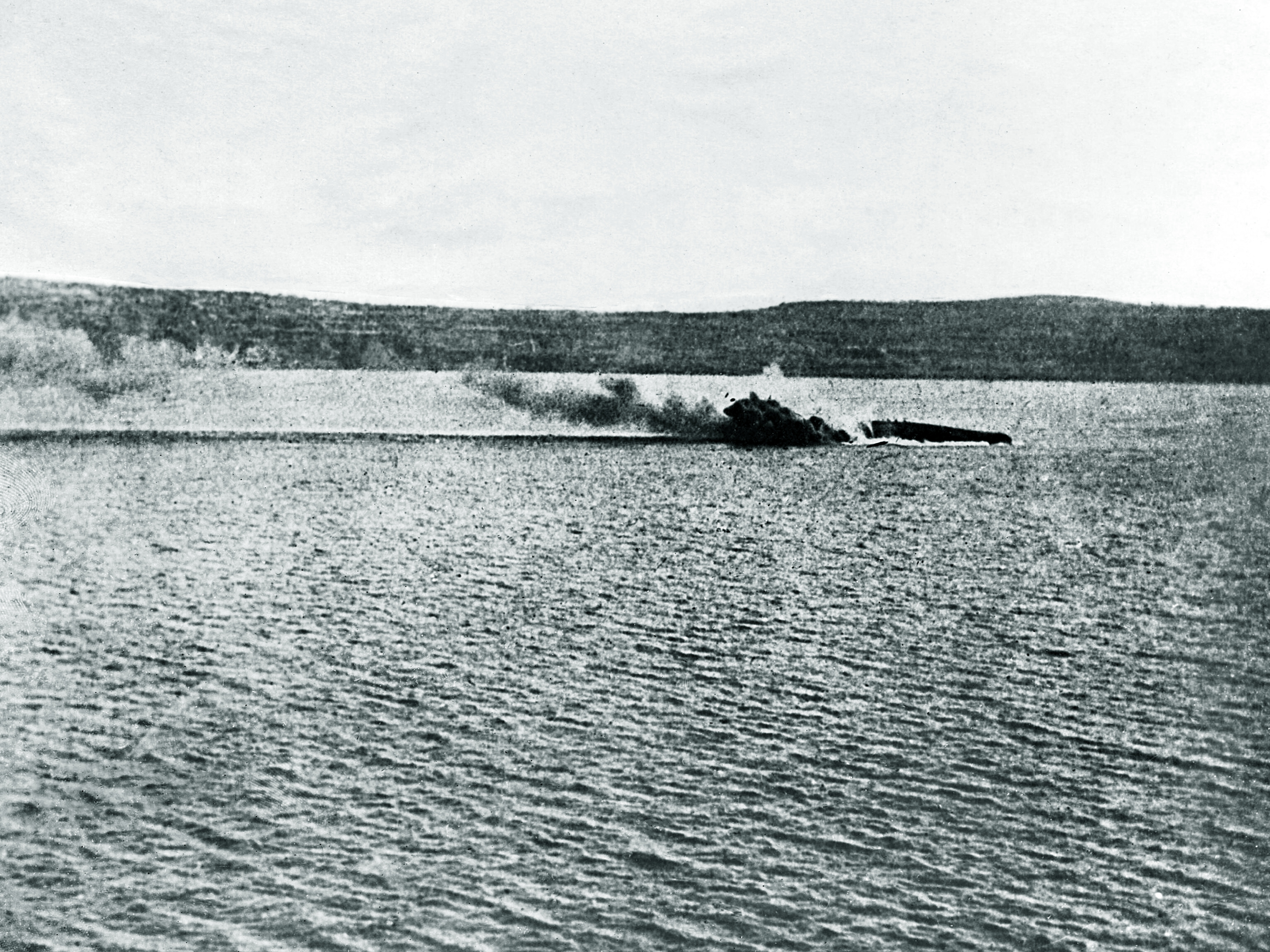
Le Bouvet coule aux Dardanelles, le 18 mars 1915.

Jean Baptiste Pierre Marius Autric est un capitaine de frégate né le 29 décembre 1871 à Toulon. Son père Marius Autric était officier de santé dans la Marine nationale. Il entre dans la Marine en 1887. Le 5 octobre 1890, il est nommé aspirant puis sera promu enseigne de vaisseau le 10 février 1893.
Promu capitaine de frégate, il embarque comme commandant en second du cuirassé Bouvet ; il disparaît dans le détroit des Dardanelles le 18 mars 1915. Il est englouti avec le bâtiment éventré par une mine dérivante alors qu'il était descendu dans l'entrepont pour lutter jusqu'à la dernière minute contre l'invasion de l'eau.

« On a peu de détails, mais tous précieux sur ce qui s'est passé sur les fonds du Bouvet. Le capitaine de frégate Autric, second du bord, a tout compris dès la première seconde. C'est une mine, a-t-il dit, j'y vais. Arrivé devant la brèche immense, il a fait face à la mer qui se ruait, il a voulu l'arrêter, la refouler… Rien n'est resté que son nom, Jean-Autric à l'arrière d'un sous-marin français. »

Le 11 novembre 1918, son nom sera donné à un sous-marin allemand pris en dommage de guerre, le U-105  devenu Jean-Autric.

## Hommages

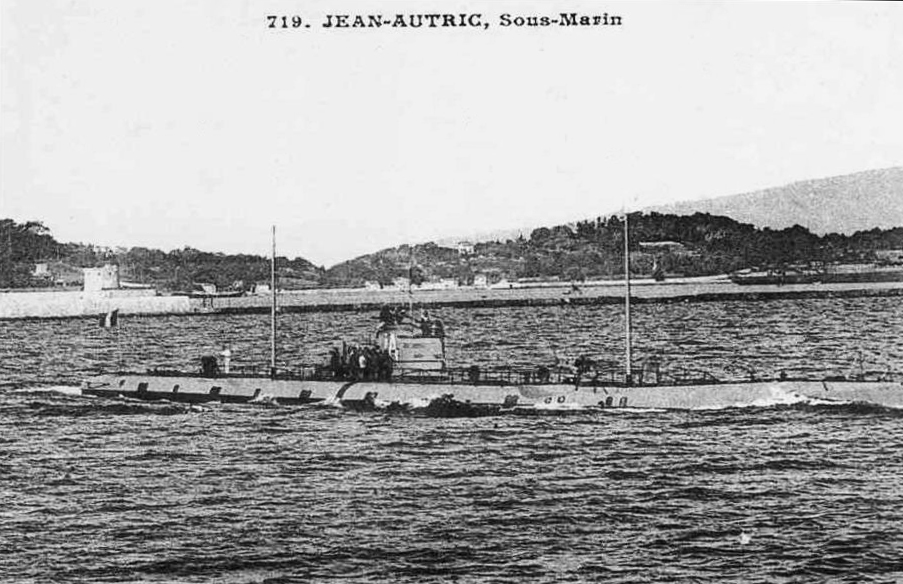
Le sous-marin Jean-Autric

- Il sera déclaré Mort pour la France le 18 mars 1915 (disparu en mer avec le Bouvet)  par jugement du Tribunal de Toulon en date du 20 mars 1916[6].

- Il est fait chevalier de la Légion d'honneur par décret du 12 juillet 1904[7].

- Un sous-marin a porté son nom, le Jean-Autric.